# Stewart Butterfield

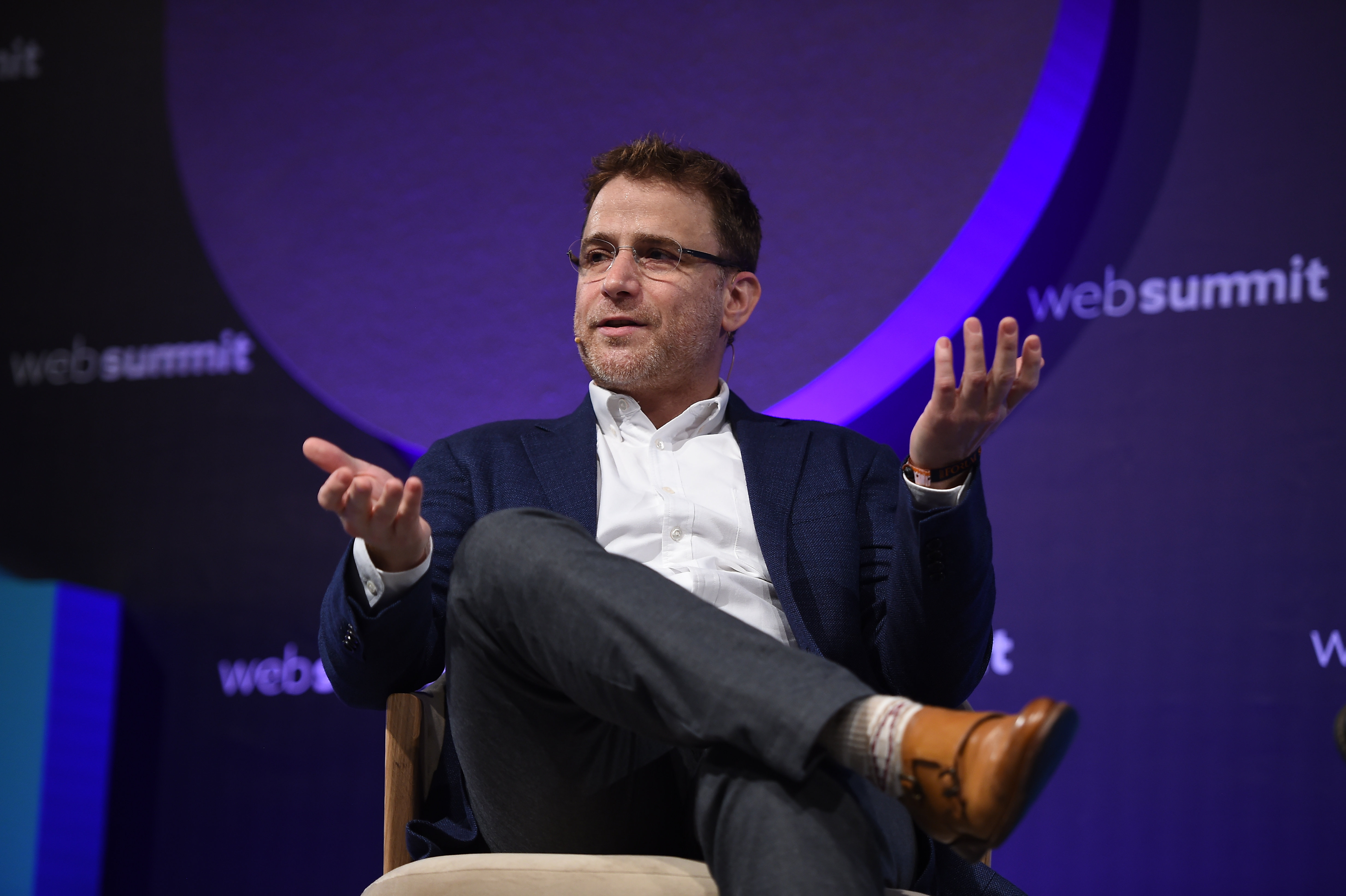
Daniel Stewart Butterfield na konferenci Web Summit 2017, Altice Arena, Lisabon

Daniel Stewart Butterfield (narozený jako Dharma Jeremy Butterfield March 21, 1973; 21. března 1973) je kanadský miliardář a obchodník, nejznámější spoluzaložením webové stránky pro sdílení fotografií Flickr a týmové aplikace Slack pro zasílání zpráv.

## Mládí a vzdělání
Butterfield se narodil v roce 1973 v Lundu v Britské Kolumbii Normě a Davidu Butterfieldovým. Prvních pět let svého života vyrůstal ve srubu bez tekoucí vody a elektřiny. Jeho rodina žila v komuně ve vzdálené Kanadě poté, co jeho otec uprchl z USA, aby nebyl odveden do války ve Vietnamu. Jeho rodina se přestěhovala do Victorie, když bylo Butterfieldovi pět let. Jako dítě se Butterfield naučil programovat a když mu bylo 12, změnil si jméno na Stewart.
Butterfield studoval na univerzitě St. Michaels University School ve Victorii v Britské Kolumbii a vydělával si peníze na univerzitních designech webových stránek. V roce 1996 získal bakalářský titul z filozofie na University of Victoria a v roce 1998 získal titul Master of Philosophy na Clare College v Cambridge.

## Kariéra
V roce 2000 Butterfield spolupracoval s Jasonem Classonem na vybudování startupu s názvem Gradfinder.com. Po akvizici Gradfinder.com pracoval jako webový designér na volné noze. Butterfield také vytvořil soutěž nazvanou soutěž 5K, zaměřenou na lidi se schopností navrhovat webové stránky do pěti kilobajtů.

### Ludicorp a Flickr
V létě 2002 spoluzaložil s Caterinou Fake a Jasonem Classonem ve Vancouveru společnost Ludicorp. Tato polečnost původně vyvinula online hru MMORPG na hrdiny pro více hráčů s názvem Game Neverending. Poté, co se hru nepodařilo spustit, společnost spustila web pro sdílení fotografií s názvem Flickr. V březnu 2005 Ludicorp získal Yahoo!, kde Butterfield pokračoval jako generální ředitel Flickru, dokud neopustil Yahoo! dne 12. července 2008.

### Tiny Speck
V roce 2009 Butterfield spoluzaložil novou společnost s názvem Tiny Speck. Tiny Speck dne 27. září 2011 spustil svůj první projekt, masivní multiplayerovou hru Glitch. Glitch byl později ukončen kvůli neschopnosti přilákat dostatečně velké publikum. Herní svět byl uzavřen 9. prosince 2012, ale web zůstal online. V lednu 2013 společnost oznámila, že zpřístupní maximum herního umění pod licencí Creative Commons. Dne 9. prosince 2014 začal fanouškovský projekt na opětovné spuštění Glitche pod názvem Eleven alfa testování.

### Slack
V srpnu 2013 Butterfield oznámil vydání Slack, týmového komunikačního nástroje založeného na okamžitých zprávách, který vytvořil Tiny Speck při práci na Glitchi. Po svém veřejném vydání v únoru 2014 nástroj rostl týdenním tempem 5 až 10 procent, přičemž v prvním srpnovém týdnu se denně zaregistrovalo více než 120 000 uživatelů. Na začátku roku 2014 data za první šestiměsíční období používání Slacku ukázala, že téměř 16 000 uživatelů bylo registrováno bez jakékoli reklamy.
Ve stejném roce Butterfield pořídil kancelář pro zaměstnance společnosti Slack v San Franciscu a očekávalo se, že nábor bude zahájen během druhé poloviny roku.
V prosinci 2015 Slack získal 340 milionů USD v rizikovém kapitálu a měl více než 2 miliony aktivních uživatelů denně, z nichž 570 000 byli platící zákazníci.
Slack byl jmenován časopisem Inc. Magazine´s společností roku 2015.
V červnu 2019 společnost oznámila svou první veřejnou nabídku s otevírací cenou 38,50 USD a tržní kapitalizací 21,4 miliardy USD.
V prosinci 2020 společnost Salesforce potvrdila plány na nákup Slack za 27,7 miliardy USD.

## Ceny a ocenění
V roce 2005 byl Butterfield jmenován časopisem Businessweek jedním z „Top 50“ leaderů v kategorii podnikatel. Ve stejném roce byl také jmenován v TR35, seznamu shromážděném MIT v publikaci MIT Technology Review, jako jeden z 35 nejlepších inovátorů na světě ve věku do 35 let. V roce 2006 byl jmenován v „Time 100“, seznamu 100 nejvlivnějších lidí na světě časopisu Time a objevil se také na obálce časopisu Newsweek.
V listopadu 2008, Butterfield obdržel ocenění „Legacy Distinguished Alumni Award“ od University of Victoria.
V roce 2015 byl Stewart jmenován technologickým inovátorem Wall Street Journal pro rok 2015, oceněn jako zakladatel roku Crunchie společnosti TechCrunch, a zařazen do New Establishment společnosti Vanity Fair, Advertising Age's Creative 50, a uveden na seznamu Details’ Digital Mavericks.
V květnu 2017 vystupoval v Masters of Scale, seriálu podcastů Reida Hoffmana, spoluzakladatele Linkedin, spolu s dalšími úspěšnými podnikateli, jako jsou Mark Zuckerberg, John Elkann nebo Brian Chesky. V něm diskutoval o strategii škálování, kterou přijal Slack.

## Osobní život
Butterfield byl od roku 2001 do roku 2007 ženatý s Caterinou Fake, spoluzakladatelkou Flickru. Spolu mají jednu dceru, která se narodila v roce 2007. V květnu 2019 se zasnoubil s Jennifer Rubio, spoluzakladatelkou Away Luggage.

## Galerie
Některé autorovy fotografie publikované na Flickru pod svobodnou licencí

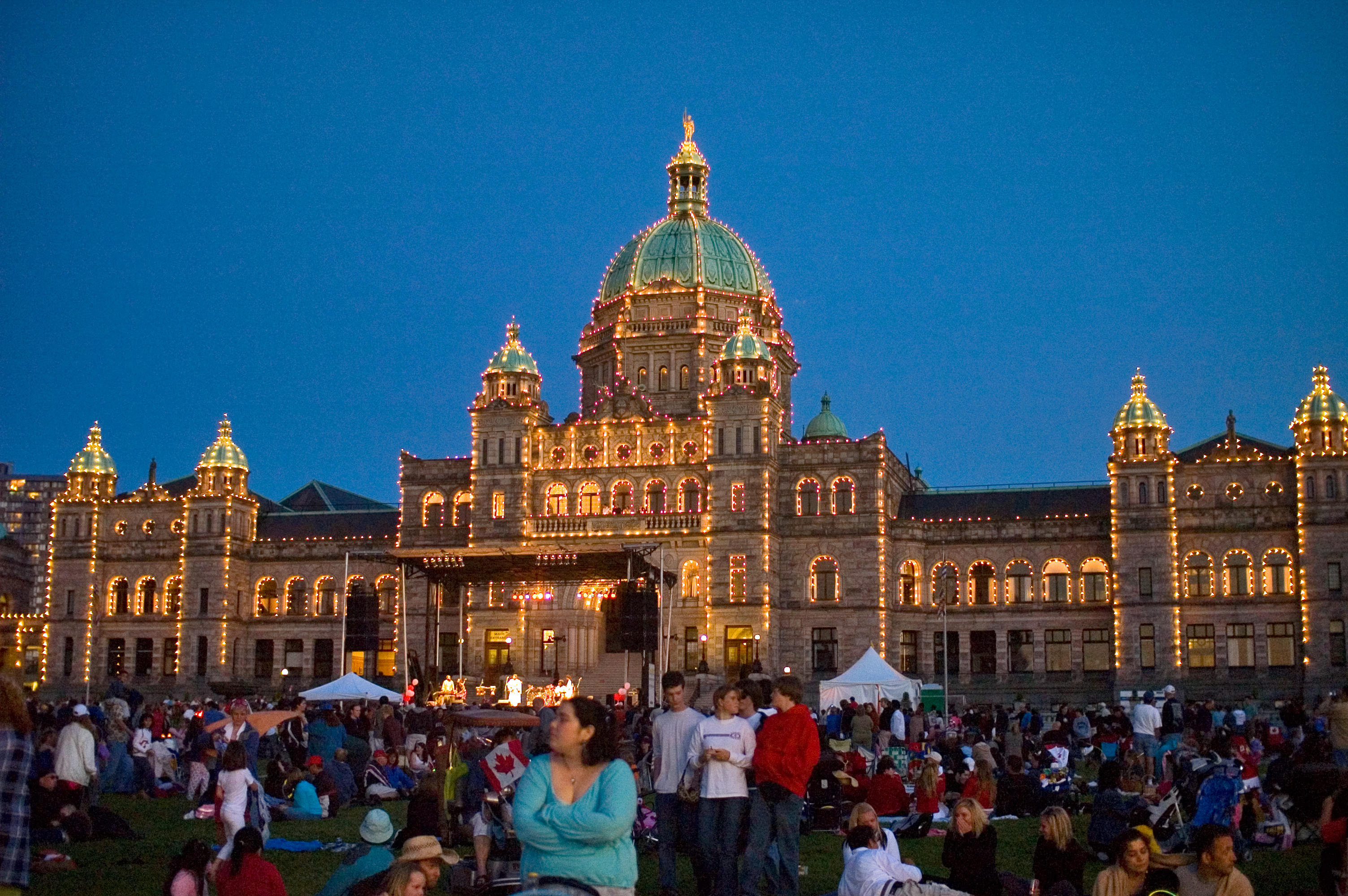
Canada Day Victoria B C Legislature
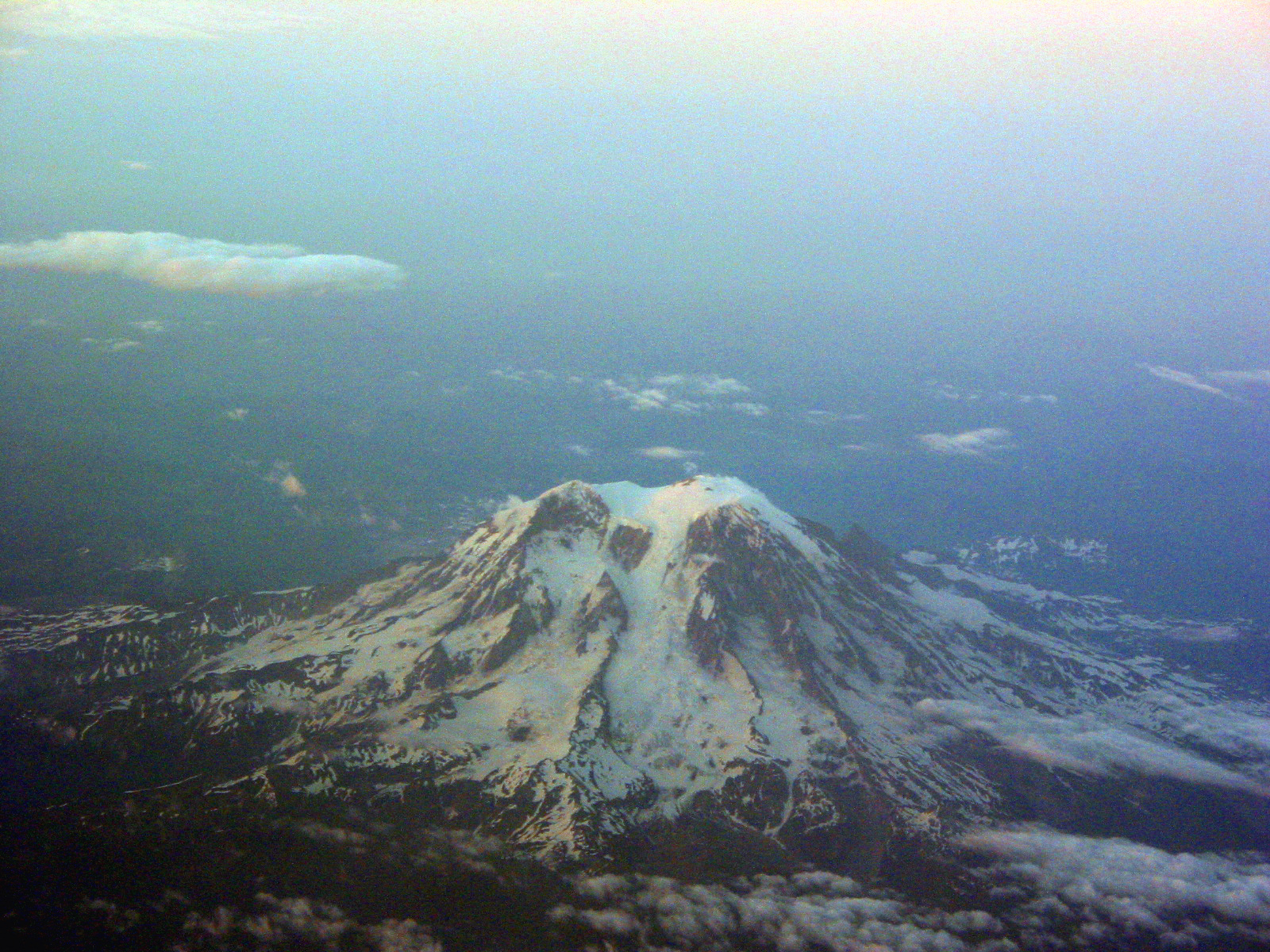
Mount Rainier from the Plane
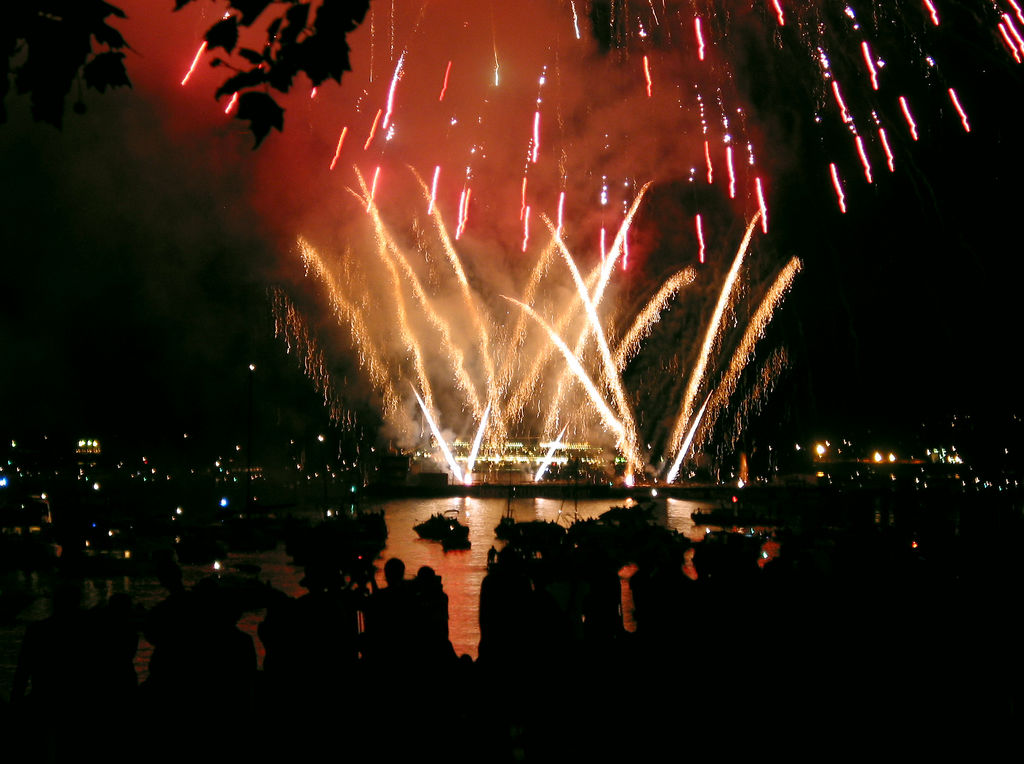
Fireworks bay
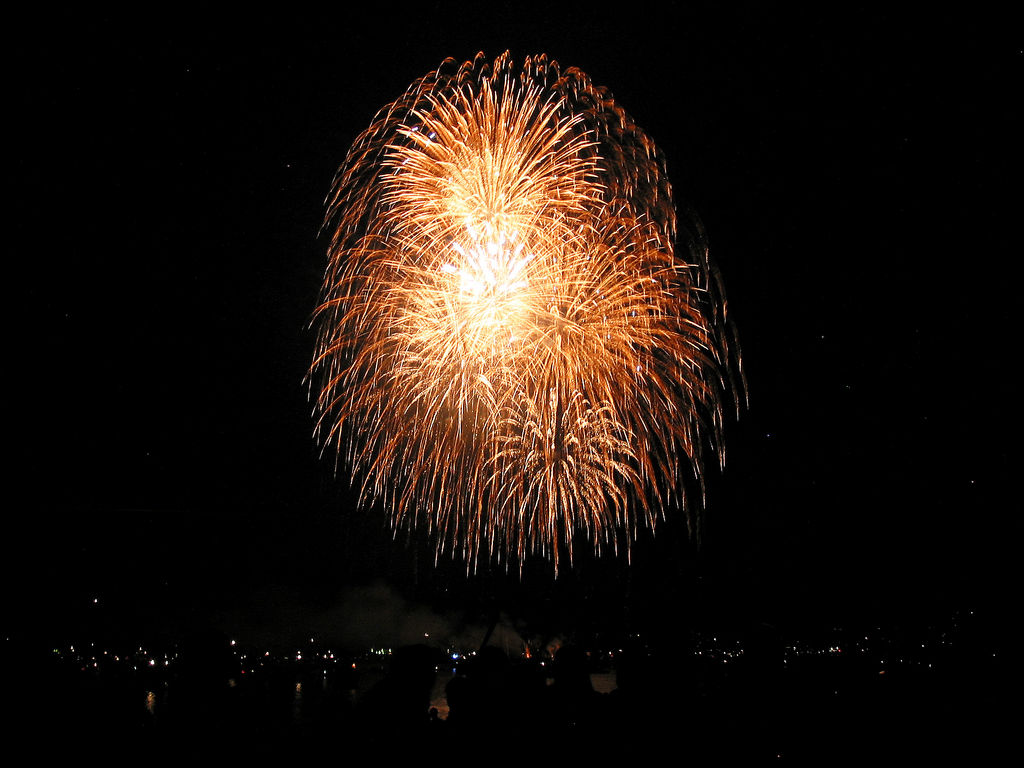
Fireworks fountain
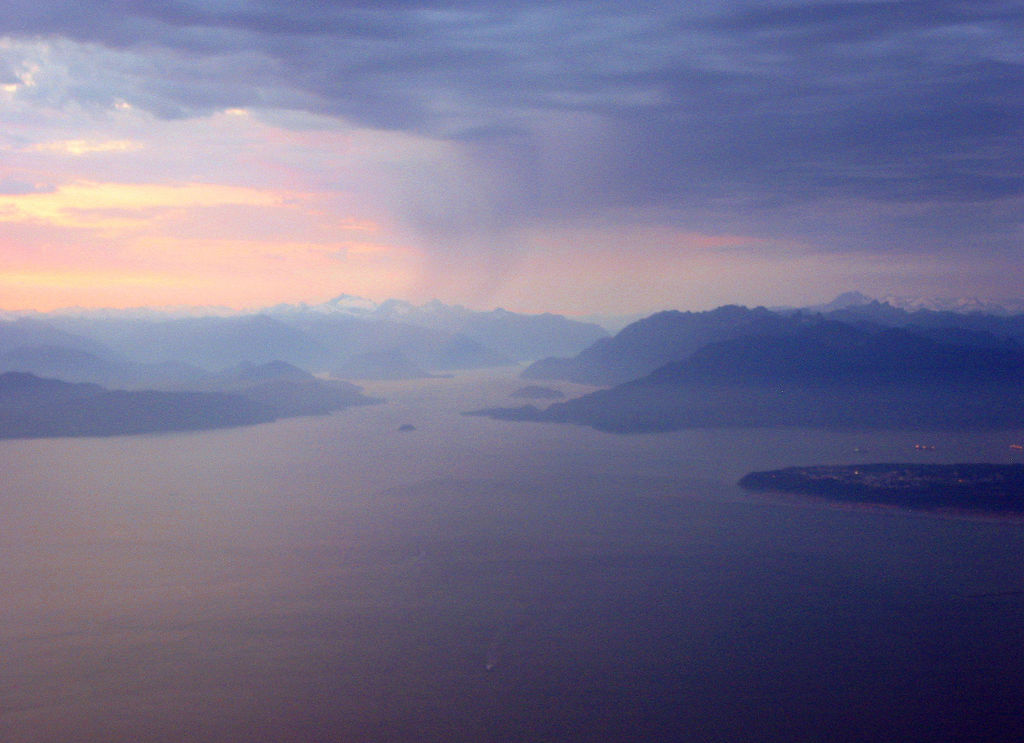
Howe Sound